# ديفيد بويسين
ديفيد بويسين (بالإنجليزية: David Booysen)‏ هو لاعب كرة قدم جنوب أفريقي في مركز الدفاع، ولد في 25 مايو 1989 في كيب تاون في جنوب أفريقيا. لعب مع ماريتزبرغ يونايتد ‏.

## وصلات خارجية
- ديفيد بويسين على موقع قاعدة بيانات كرة القدم.إي يو (الإنجليزية)
- ديفيد بويسين على موقع Soccerway.com (الإنجليزية)
- ديفيد بويسين على موقع عالم كرة القدم.نت (الإنجليزية)